# Відкриття Америки

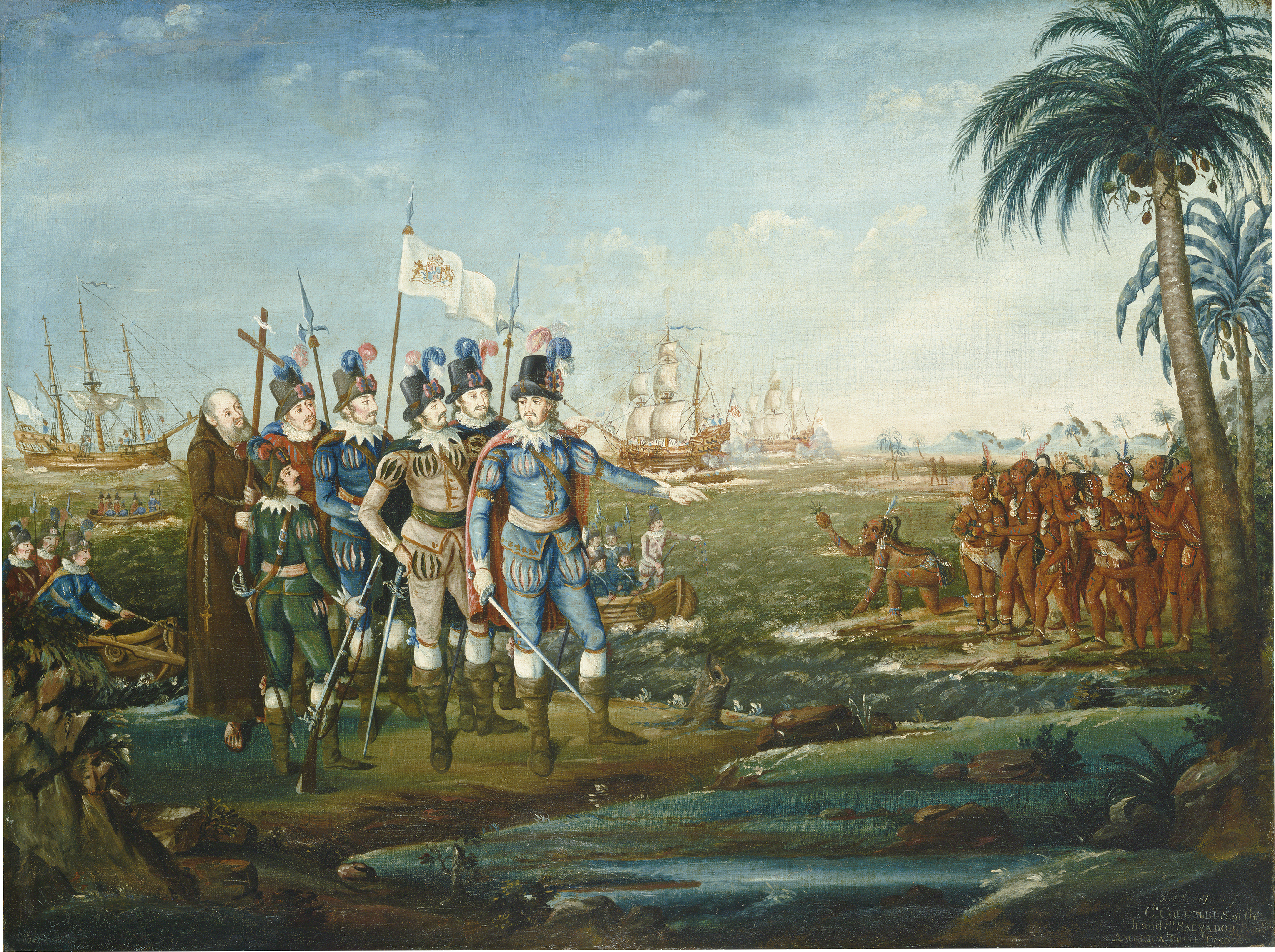
Висадка Колумба. Картина Фредеріка Кеммелмаєра, 1800—1805 роки

Відкриття Америки — перше досягнення Америки певною людиною чи групою людей, які попередньо не знали про існування такої частини світу. Зазвичай мається на увазі досягнення цієї частини світу експедицією Христофора Колумба 1492 року. Термін може посилатися також на перше заселення Америки людьми, що стали її корінними народами, та пізніші реальні й гіпотетичні плавання з інших частин світу, особливо з Європи.

## Відомі претенденти на відкривачів Америки
- Переселенці з Азії: предки більшості нинішніх індіанців перейшли до Америки з Сибіру близько 13 тис. років до н. е. Вони, ймовірно, потрапили до Аляски з Чукотки, оскільки тоді, через льодовиковий період, рівень світового океану був нижчий, Берингова протока не існувала, а на її місці розташовувався суходіл під назвою Берингія[1]. Частина мандрівників з Азії могла подорожувати вздовж берегів на човнах[2].
- Вікінги: пізніше, в добу Середньовіччя, приблизно з 980-х років нашої ери до Америки кілька разів добиралися вікінги. Маршрут вікінгів пролягав через Ісландію до Гренландії, а далі до Ньюфаундленда. Відомими лідерами цих груп були Б'ярні Герйольфссон та Лейф Еріксон, хоча називають ще кілька імен ймовірних «відкривачів» Америки цього періоду. Проте постійними поселення вікінгів в Америці, на відміну від поселень у Гренландії, не стали[3]. Не в останню чергу плавання до Америки припинилися через Малий льодовиковий період[4].
- Колумб: кінець XV століття став початком Доби великих географічних відкриттів. 1492 року, після кількох років пошуків спонсорів плавання, генуезець Христофор Колумб на трьох каравелах («Санта Марія», «Пінта» і «Нінья») під іспанським прапором вирушив на пошуки західного шляху до Індії морем. 12 жовтня 1492 року за юліанським календарем (21 жовтня 1492 року за григоріанським) Колумб досягнув Багамського архіпелагу. Саме ця подія широко вважається відкриттям Америки для європейців, хоча материкової Америки Колумб досягнув пізніше. Він висадився на острові, який назвав Іспаньйола, та проголосив його власністю Іспанії. Колумб заснував там невелику колонію з 39 осіб, яких потім убили місцеві жителі, та повернувся до Іспанії, вважаючи, що відкрив морський шлях до Китаю чи Японії. У листопаді 1493 року друга експедиція заснувала нову колонію і, продовжуючи подорож, Колумб відкрив Пуерто-Рико, Ямайку і численні невеликі Карибські острови. Експедиція не окупилася, проте морський шлях до Індії здавався дуже вигідним і в травні 1498 року Колумб відплив у третю експедицію, щоб знайти його. Цього разу було відкрито Тринідад і узбережжя сучасної Південної Америки. 1 серпня 1498 року експедиція висадилась на узбережжі Венесуели. Саме тоді й відбулося фактичне досягнення Колумбом материкової Америки[5], за яким відбулося заснування тимчасових колоній європейців, а з 1520 року — постійних поселень[6]. 1502 року Колумб здійснив четверту експедицію з метою добути обіцяне золото для королеви Ізабелли та короля Фернандо. Проте пошуки західного шляху до Індії виявили, що він не такий короткий, як очікувалося, бо Північна й Південна Америки сполучаються Панамським перешийком. Потім кораблі сіли на мілину; допомога прибула лише через рік, організована за кошти самого Колумба. Повернувшись до Іспанії, Колумб помер у бідності 1506 року, ніколи не усвідомлюючи важливості своїх відкриттів[7].

## Гіпотези

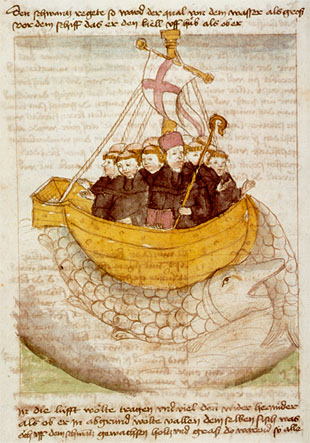
Святий Брендан, згідно з легендами, плавав до невідомих земель на захід від Європи. Ілюстрація 1460 року

Існує багато легенд і гіпотез, більш чи менш підтверджених, щодо інших людей, які потрапили до Америки у різні часи. Навіть якщо деякі з цих випадків справді відбулися, вони не стали відомими широким масам і не мали суттєвого культурного, демографічного або економічного значення. Серед можливих відкривачів Америки згадуються:
- Австралійці — аргументом на користь плавання австралійців до Південної Америки є наявність у жителів обох місць однакових генетичних особливостей. Втім, вони могли з'явитися ще в спільних предків австралійців і перших поселенців Америки, котрі досягнули Північної Америки під час льодовикового періоду[8][9].
- Давні єгиптяни чи нубійці — подібності між культурами Америки та Африки сприяли припущенням про їхні контакти задовго до Колумба. Тур Хеєрдал здійснив у 1970 році плавання на кораблі «Ра II», яким довів, що принаймні давнім єгиптянам було під силу перетнути Атлантичний океан[10]. Археологічні свідчення таких контактів у минулому сумнівні й можуть пояснюватися паралельним розвитком культур або помилками датування[11][12].
- Давні греки — представники мінойської цивілізації, можливо, здійснювали плавання до Америки між 2600 роком до н. е. й 1000 роком до н. е. Також греки могли здійснити плавання туди в I ст. Хоча запропоновано ймовірний маршрут цього плавання вздовж узбережжя Європи та Гренландії, жодних доказів його реальності немає[13].
- Євреї — ідея про досягнення Америки десятьма втраченими племенами Ізраїлю в VII ст. до н. е. неодноразово висловлювалася істориками й теологами. Вона є складовою віровчення церкви мормонів. Однак, всі артефакти, знайдені в Америці, які можна приписати давнім євреям, визнані науковцями як підробки[14][15][16][17].
- Середньовічні європейці до Колумба — деякі середньовічні легенди можна розуміти як описи плавань до Америки з Європи. Багато легенд стверджують про плавання в Америку християнських проповідників задовго до Колумба. Наприклад, апостола Фоми[18] чи святого Брендана[19]. Існує легенда про втечу лицарів тамплієрів до Америки в 1307 році[20][21]. Хоча такі плавання були під силу середньовічним європейцям, доказів їхньої реальності не знайдено[19]. На відкриття Америки претендує також португальський мореплавець Жуан Ваш Корте-Реал, який, можливо, досягнув у 1472 році Ньюфаундленда, проте ця подія не була чітко задокументована і тому незрозуміло, якої саме суші дістався Корте-Реал[22][23].
- Китайці — китайський мореплавець і дипломат Чжен Хе керував великим флотом, який здійснив серію далеких плавань, що сприяло гіпотезі про його плавання і до Америки в 1421 році. Гіпотеза неодноразово спростована науковцями[24][25].
- Японці — течії Тихого океану неодноразово заносили кораблі японських рибалок до Північної та Південної Америки, що могло відбуватися і в доколумбові часи, хоча доказів таких подій не знайдено[26].

## Фразеологізм
На пострадянському просторі існує фразеологізм «відкрити Америку», що означає повідомляти вже добре відоме, казати банальні речі. На відміну від аналогічного за значенням «винаходити велосипед», це фразеологізм російського походження, поява якого сягає 1840-х років. Найраніша згадка, можливо, міститься в журналі «Отечественные записки» 1845 року в одній з рецензій Віссаріона Белінського: «Після Колумба легко не лише поставити яйце на носок, а й відкрити Америку». Подібний за значенням латинський вислів «Ilias post Homerum» — «Іліада після Гомера», тобто, зайве повторення того, що вже добре зроблено.